# Lê Văn An
Lê Văn An (chữ Hán: 黎文安; 1384-1437) là công thần khai quốc nhà Lê sơ trong lịch sử Việt Nam, người làng Mục Sơn nay là xã Xuân Bái huyện Thọ Xuân, Thanh Hóa, Việt Nam.

## Đánh đuổi quân Minh
Lê Văn An đi theo Lê Lợi từ ngày đầu, từng cùng Lê Lợi dự hội thề Lũng Nhai năm 1416. Trong buổi thề đó, tên ông đứng hàng thứ ba. Khi khởi nghĩa Lam Sơn nổ ra, Lê Lợi cho ông làm thứ thủ vệ kỵ binh quân Thiết đột. Ông theo Lê Lợi đánh nhiều trận lớn nhỏ, lập được nhiều công lao.
Năm 1424, trong trận Khả Lưu, ông xung phong đi đầu hãm trận, đánh lui quân Minh.
Năm 1425, khi Lê Lợi cầm quân vây Nghệ An, sai Trần Nguyên Hãn đánh Tân Bình và Thuận Hoá, ông được cử cùng các tướng Lê Ngân, Lê Bôi mang thuyền tiếp ứng, phối hợp với Trần Nguyên Hãn đánh được hai thành.
Sau đó, ông được điều ra Nghệ An. Hai tướng Minh là Lý An, Phương Chính bỏ thành, vượt biển ra cứu Trần Trí ở Đông Quan, giao lại thành cho Thái Phúc. Lê Lợi bèn mang quân đánh Tây Đô (Thanh Hoá), để Lê Văn An ở lại vây thành Nghệ An. Một thời gian sau, Thái Phúc phải đầu hàng, giao thành cho quân Lam Sơn. Lê Văn An nhận hàng rồi dẫn quân ra Đông Quan.
Lê Lợi sai ông cùng Lê Lý mang 3 vạn quân đến tiếp ứng cho Lê Sát vây đánh Thôi Tụ và Hoàng Phúc là 2 tướng Minh sót lại sau khi Liễu Thăng, Lương Minh, Lý Khánh bị giết. Lê Văn An liên tục đánh bại quân Thôi Tụ, bao vây quân địch ở Xương Giang. Tháng 11 năm 1427, ông cùng các tướng tổng tấn công, bắt và giết toàn bộ quân địch. Đó là trận Xương Giang kết thúc khởi nghĩa Lam Sơn.

## Dẹp nội loạn
Năm 1428, Lê Lợi lên ngôi vua, Lê Văn An được phong làm nhập nội tư mã, Suy trung Bảo chính công thần, được tham dự triều chính.
Năm 1429, khi Lê Thái Tổ sai khắc biển công thần, ông được phong làm Đình hầu.
Năm 1432, ông lại được gia phong làm Tán trị hiệp mưu công thần, nhập nội kiểm hiệu đại tư không, Bình chương quân quốc trọng sự.
Tháng 2 năm 1434 đời Lê Thái Tông, ông được cử làm tư mã Bắc đạo. Có viên trấn quản Lạng Sơn là Hoàng Nguyên Ý vốn là phụ đạo Lạng Sơn thời Minh thuộc, cùng với Hoàng Văn Ngạc, Nguyễn Thế Ninh quy thuận quân Lam Sơn, được Lê Thái Tổ phong làm thượng tướng, vẫn cho giữ Lạng Sơn. Chiến tranh kết thúc, các tướng triều đình được cử lên trấn trị là Lê Lộng, Lê Đồ không khéo vỗ về nên Hoàng Nguyên Ý mang lòng oán giận.
Gặp lúc Nguyên Ý vào kinh triều kiến thì con cả Thái Tổ, anh Thái Tông là quận vương Lê Tư Tề có người vợ lẽ, nhân có lỗi bị đuổi đi. Nguyên Ý nhân gặp người vợ lẽ của Tư Tề có bụng thích nên mang giấu về Lạng Sơn. Sau đó Ý cùng Hoàng Văn Ngạc, Nguyễn Thế Ninh khởi binh chống triều đình. Có người gia nô của Ý là Phi Báo bị Ý đánh đòn nên oán chủ, chạy đến chỗ Lê Lộng, Lê Đồ tố cáo rằng Ý đã dấy binh làm phản.
Lê Thái Tông liền sai Lê Văn An mang quân đi đánh. Ông mang quân tới nơi thì Ngạc đã bị trấn binh Lạng Sơn giết chết, Nguyên Ý và Thế Ninh bỏ vợ con chạy sang đất nhà Minh. Ông bèn sai lùng bắt thân thuộc, nô tỳ, gia súc của mấy người làm phản cùng trấn binh địa phương hơn 1000 người mang về dâng nộp.
Vua Thái Tông hạ lệnh tha hết dân thường, chỉ có gia thuộc những người làm phản bị sung làm nô tỳ của các quan. Lê Văn An có công được phong làm nhập nội đại tư mã, đô đốc đồng tổng quản Bắc đạo. Tuy nhiên trong cuộc đánh dẹp này, ông bắt bớ tràn lan, thành ra quấy nhiễu kinh động nhân dân, nên bị dư luận khi đó chê trách.
Đương thời, Lê Văn An là người hoà nhã, giản dị trong số các võ tướng triều đình, hay lấy lễ tiếp đãi các bậc sĩ đại phu.